# Barometriska höjdformeln
Barometriska höjdformeln visar lufttrycket som en funktion av höjden över havet. 
{\displaystyle p(h)=p(0)\cdot e^{-Mgh/(RT)}}
Där
{\displaystyle P_{b}} = Atmosfärstrycket uttryckt i Pascal
{\displaystyle T} = Temperatur i Kelvin
{\displaystyle h} = Höjd över havet i Meter
{\displaystyle R} = Gaskonstanten för luft: 8,3  N*m / (mol*K)
{\displaystyle g_{0}} = Tyngdaccelerationen 9,8 m/s²
{\displaystyle M} = Luftens molmassa 0,0289 kg/mol